# Palazzo degli Uffici Giudiziari
Il Palazzo degli Uffici giudiziari è un edificio italiano di Massa, situato tra piazza De Gasperi e via Beccaria.

## Storia
Dopo le esperienze urbanistiche del piano regolatore e dei due quartieri Ina Casa di Romagnano e San Leonardo, Edoardo Detti viene coinvolto dall'amministrazione di Massa in un'opera di architettura, ovvero la realizzazione del nuova sede del Tribunale e della Procura di Massa.
I primi studi vengono avviati, assieme all'architetto Luigi Caldarelli, nel 1960 ed un primo progetto esecutivo viene approntato nel 1961. Dopo numerosi ripensamenti e rielaborazioni si giunge, nel 1964, ad un secondo progetto esecutivo, questa volta approvato.
I lavori vengono avviati nel 1967 ma sospesi nel 1969 per mancanza di fondi e per difficili rapporti con l'impresa costruttrice (alcuni dei materiali utilizzati non erano previsti dal progettista). Vengono nuovamente ripresi agli inizi degli anni settanta: l'edificio è finalmente inaugurato nel 1976.

## Descrizione

### Contesto urbanistico
Il complesso è situato al margine sud occidentale del centro storico di Massa, in un'area - edificata tra gli anni cinquanta e sessanta e destinata prevalentemente a residenza ed uffici - compresa tra il fiume Frigido e viale Europa, asse longitudinale di collegamento con la centrale piazza Matteotti. Fa da naturale sfondo alla massa dell'edificio, caratterizzata dalla cromia grigia del cemento faccia vista e dallo sviluppo in orizzontale, l'arco montuoso delle Alpi Apuane. Il lotto su cui insiste il palazzo di Giustizia è delimitato a sud est da piazza De Gasperi, a sud ovest da via Beccaria e ad ovest da via Acini mentre a nord confina con gli orti ed i giardini delle proprietà limitrofe: è inoltre perimetrato da aree alberate adibite a parcheggi pubblici e presenta all'interno delle aree a prato con alberature (pini ed eucalipti), alberi da frutto e arbusti vari.

### Esterno
L'edificio presenta una planimetria ed una volumetria articolate, sviluppate su 3 piani fuori terra più uno seminterrato. L'impianto è concepito come una "L" in cui i due bracci sono congiunti da un percorso di raccordo - il grande portico a pilastri rettangolari che sostengono un tetto a carena la cui copertura si configura come un giardino pensile a collegamento fra i due nuclei - e presentano all'intersezione, elemento di congiunzione nonché suggestiva forma plastica, la scala cilindrica da cui si sviluppano i due percorsi di accesso al Tribunale (ala ovest) ed alla Procura (ala est).
Addossati a questo corpo sono collocati, sul lato settentrionale, i tre volumi a pianta quadrata ed ottagonale delle aule giudiziarie, percepiti dall'esterno come corpi murati con contenute aperture (le luci dell'interrato e le feritoie dei lucernari) e caratterizzati dalla presenza di lievi risalti (le pseudolesene alla cui estremità sono collocati i lucernari).
La massa ha uno sviluppo prevalentemente orizzontale, enfatizzato dal gioco di aggetti e di rientranze di alcuni corpi e della balconata (sviluppata sui fronti ovest e sud), dalla presenza dei bassi muretti di recinzione e della fascia, più o meno aggettante, della copertura in cemento ed infine dal ricorso a numerose fughe ad interrompere la compattezza della muratura: all'interno di tali fughe si posizionano le finestre, talora ritmicamente talora in maniera irregolare, e le luci (si noti la soluzione su via Beccaria della serie compatta di piccole luci rettangolari sovrastate alternativamente dai gocciolatoi).
Nell'insieme il volume si connota come una massa cromaticamente e matericamente compatta, grazie all'uso diffuso del cemento faccia vista, in cui zone murate e con ridotte aperture si alternano a porzioni cromatiche (si veda il piano terra del corpo della procura in cui l'andamento ritmico della muratura - corrispondente a quelle che un tempo erano le camerette per i magistrati - è caratterizzato dall'intonaco color rosso mattone), campiture vetrate (la finestratura della grande hall al piano terra percepibile sia dal giardino interno che dal fronte occidentale) e soluzioni plastiche elaborate: a questo riguardo si notino la scansione d'angolo sulla piazza De Gasperi dove alla smussatura del secondo livello fa da contrappunto l'interessante gioco della finestra d'angolo al piano terra.

### Interno
L'interno, a cui si accede dal grande portico immerso nel verde del giardinetto interno, si sviluppa attorno alla grande hall da cui si accede direttamente alle aule (al piano terra sala corte d'assise e sala udienze penali; al piano primo sala udienze civili) ed ai corridoi di distribuzione: nel caso del corpo della Pretura questo forma una "L" al piano terra, dove serve gli uffici posti su un solo lato, per divenire un semplice asse, sempre con gli uffici su un solo lato, al piano superiore (il secondo braccio della "L" diviene in questo caso una terrazza); nel caso del Tribunale invece dal corridoio, sempre sviluppato ad "L", si accede in tutti e tre i piani agli uffici collocati su ambedue i fronti (quelli dei lati sud-ovest e nord-ovest affacciati sul medesimo balcone perimetrale).
Gli interni più significativi, nei quali traspare una notevole sapienza compositiva, sono costituiti dalla grande e luminosa hall al piano terra (spazio a pianta rettangolare con pilastri a lamina al centro, pavimenti a fasce di marmo bianco e grigio, pareti con rivestimento in legno e finestre con infissi di disegno neoplastico caratterizzati da un davanzale-panca in pietra serena), dalla scala principale ad andamento elicoidale (gradini in marmo bianco e grigio con fughe ai lati, alzata in marmo scalpellinato e corrimano in acciaio) e dalle aule giudiziarie, sorta di scatole cubiche illuminate dall'alto in cui il soffitto a travi ricalate, formanti dei moduli quadrati, i pilastri con risalti in cemento in corrispondenza dei lucernai ed il pavimento in marmo conferiscono alla dicromia (bianco di intonaco, pavimento e soffitto e grigio del cemento) un notevole valore compositivo. Tutti gli infissi esterni sono in alluminio anodizzato color argento (ad eccezione dei portali di accesso alla hall al piano terra in ferro nero e legno); quelli interni sono invece con telaio in ferro nero e pannelli in legno.
La cattiva esecuzione dell'opera ha fatto sì che molti elementi, oltre ad essere mal riusciti, si siano rapidamente deteriorati, fatto questo che va ad aggiungersi alla difficile conservazione delle murature in cemento faccia vista: l'errata coibentazione e la cattiva soluzione delle fosse biologiche rendono inoltre difficile, nonché costoso, il riscaldamento e lo smaltimento dei liquami.
Altro elemento rilevante, imputabile questo ad un'impostazione progettuale senz'altro interessante ma poco congrua alla destinazione dell'opera, è l'assoluta mancanza di protezione dell'edificio: i muretti di cinta sono estremamente bassi, le finestre ed i balconi facilmente accessibili, il garage sotterraneo, collegato con ascensore a tutti i piani, è anch'esso completamente permeabile, nessun vetro è antiproiettile e non esiste alcun sistema di controllo con telecamere: tutto ciò fa pensare ad un luogo aperto, sicuramente assai vivibile ma molto più idoneo ad una struttura a diversa destinazione.

## Fortuna critica
La critica ha unanimemente riconosciuto il valore plastico e lo studio dei volumi, non mancando giustamente di evidenziare la cattiva esecuzione dell'opera: se la Zoppi sottolinea la sapienza compositiva - "si ritrovano qui tutte le finezze progettuali delle opere più note di Detti: la scansione prospettica, il disegno degli infissi, le finestre lucernario" mentre Giorgieri (1987) ne coglie i rapporti con la cultura architettonica internazionale, in particolare con le realizzazioni lecorbuseriane a Chandigarh, evidenziando tuttavia come la realizzazione scadente abbia in parte dequalificato l'opera che pur rimane tra i più significativi esempi di architettura moderna della zona. Non si può non notare che nessun critico fa riferimento al debito nei confronti di Scarpa, esplicito nelle soluzioni formali e materiche della grande hall e della scala elicoidale come nei lucernai d'angolo.